# Wehrbach (Sickersbach)
Der Wehrbach ist ein Bach im Steigerwaldvorland auf dem Gebiet der Stadt Iphofen im unterfränkischen Landkreis Kitzingen, der sich nach einem etwa 5 km langen, im Wesentlichen südwestlichen Lauf nahe der Stadt mit dessen anderem, von links kommenden Oberlauf Siechhausbach zum Sickersbach vereint. Der Bach entsteht am Südabfall des Schwanbergs auf etwa 412 m ü. NHN. Er ist ein ganzjähriges Fließgewässer 3. Ordnung.

## Geographie

### Rechter Hauptstrang-Oberlauf
Der Wehrbach entspringt an der südöstlichen bewaldeten Flanke des Schwanbergs (Gipfel auf 474 m ü. NHN), östlich des gleichnamigen Schlosses. In einem steilen Kerbtal läuft er zunächst südlich, nimmt einen kurzen Zufluss von links auf, und danach immer mehr in Richtung Osten. Schon etwas flacher umfließt er in weitem, nach Osten ausholendem Rechtsbogen das Kirchberglein 348 m ü. NHN, um schließlich südlich dieses Höckers seine endgültige Laufrichtung in Richtung Westsüdwesten zu finden. Von nun an begleiten den Bach am südexponierten Hang rechts bis an die Stadtgrenze von Iphofen Weinberge. Noch östlich des Kirchbergleins fließt ein sehr kurzer, südlich davon ein ca. 800 m langer Zufluss aus dem Waldstück Winterklause jeweils von links zu, und gleich darauf noch ein kurzer Quellbach von rechts aus dem Gewässerbogen, dessen Wiesentalmulde das Kirchberglein vom Hang talabwärts trennt und die Weinbergabfolge kurz unterbricht. Bis zu diesem Zufluss hat der Wehrbach auf gerade einmal etwa 2 km Lauf 124 m an Höhe verloren, das Gefälle ist mit rund 62 ‰ also beträchtlich. Von nun an nähert er sich in flacherem Lauf und spitzem Winkel der Kreisstraße KT 19 Birklingen–Iphofen (im Ort: Birklinger Straße), die er schließlich unterquert.

### Linker Hauptstrang-Oberlauf
Den Nordabfall Ringsbühlrangen des nunmehr im Süden stehenden, bewaldeten Kalbbergs (412 m ü. NHN) entwässern zum Wehrbach hin drei längere Hangbäche, die sich in einem wenig südlich der Kreisstraße folgendem Bachlauf sammeln, der dem Wehrbach unmittelbar nach seiner Straßenquerung von links und Osten zufließt. Ihre teils mehrfachen Quellen liegen auf bis zu 323 m ü. NHN Höhe, mit etwa 1,1 km  auf dem längsten Strang und einem Teileinzugsgebiet von etwa 1,1 km² ist dieser auf etwa 241 m ü. NHN neben der Straße zulaufende Bach der bedeutendste Zufluss des Wehrbachs, dessen Namenslauf manche auch erst an diesem Zulauf beginnen lassen.

### Unterlauf
Schon gut 200 Meter nach diesem Zufluss fließt der Wehrbach in den ca. 0,9 ha großen Ringsbühlsee ein, der vom Kalbbergshang her aus dem Wald noch zwei weitere kurze Zuläufe aufnimmt. Auf dem Abschnitt unterhalb dieses Sees wird der Wehrbach manchmal auch Ringsbühlbach genannt. Er lässt nun bald die Waldkante links hinter sich, das Tal weitet sich und wird sehr flach und auch am linken Hang stehen nun Weinberge der Lage Iphöfer Kalb. Der Wehrbach zieht, weiterhin von einer Gehölzgalerie begleitet, an einer Weihergruppe vorbei, nimmt einen nur zeitweilig wasserführenden Graben von den Weinbergen her auf und wechselt nach Durchqueren eines Weihers wieder auf die nördliche Seite der Kreisstraße.
Er speist nun in einem parkähnlichen Gelände im Iphöfer Weichbild den Stadtsee an der Südost-Ecke, eine etwa 2,8 ha große Wasserfläche fast quadratischer Kontur, um die sich ein Spazierweg zieht. Dem Stadtsee laufen auch aus dem Ostnordosten und dem Norden zwei zeitweise trockene Entwässerungsgräben aus den dortigen Weinbergen zu. Den See verlässt der Wehrbach an dessen Nordwestecke verdolt und tritt dann etwa 150 Meter weiter westlich im Graben der Stadtbefestigung wieder zutage, an der Nordostecke der vollständig erhaltenen Stadtmauer von Iphofen. In der Grabensenke zieht sich ein teilweise verzweigter Wassergraben fast ganz um die Stadt, dicht neben dem auch der ihn zum Teil speisende Wehrbach läuft, anfangs westlich, dann südlich bis zum Turm an der Kanalgasse. Dort verlässt er die Trasse des Stadtgrabens und folgt der Geiersbergstraße nach Südwesten, nimmt von links noch einen Abfluss des südlichen Stadtgrabenbogens auf  und unterquert schließlich die Straße Am Stadtgraben West. In leichtem Rechtsbogen anfangs noch durch Siedlungsgelände nähert er sich dem von links kommenden Siechhausbach und vereint sich mit diesem wenig außerhalb der Wohnbebauung Iphofens zum Sickersbach, der in Richtung Main zunächst westwärts abfließt.
Der Wehrbach hat auf einer Länge von 5,7 km ein absolutes Gefälle von etwa 169 Höhenmetern und damit ein mittleres Sohlgefälle von etwa 29 ‰, im steilen Oberlauf von 6,2 %, im Unterlauf nur von 1,2 %.

### Einzugsgebiet
Es umfasst etwa 7,86 km² und liegt in der nördlichen Hellmitzheimer Bucht vor dem westlichen Steigerwald im Unterraum Steigerwaldvorland des Naturraums Mainfränkische Platten. Die höchste Erhebung im Einzugsgebiet ist der Schwanberg, ein Westsporn des Steigerwaldes nördlich des Quellgebiets, der eine Höhe von 474 m ü. NHN erreicht.
Die Bucht liegt an einer größeren Wasserscheide, die Gewässer östlich von ihr – das nächste Hauptgewässer ist die Bibart – laufen in der alten danubischen Richtung südostwärts letztlich in die Aisch, die zwar über die Regnitz ebenfalls in den Main entwässert, allerdings in den Obermain mit einem großen Umweg durch Mittel- und Oberfranken, während der Wehrbach und seine anderen Nachbargewässer über Sickersbach und weitere Bäche weiter flussaufwärts zum Main des Maindreiecks entwässern.
Die Konkurrenten sind im Osten des Oberlaufbogens um das Kirchberglein die hier nahebei entstehende Bibart, im Süden jenseits des Kalbbergs der andere Sickersbach-Oberlauf Siechhausbach, auf dem nordöstlichen Stück Wasserscheide vom Zusammenfluss der beiden bis auf den Schwanberg nur kurz der Rödelbach und jenseits der nördlichen Wasserscheide über den Schwanberg der Bimbach und der Gründleinsbach, dessen Einzugsgebiet wieder an das der Bibart stößt, und dessen Abfluss den Main erst über den Castellbach und die Schwarzach erreicht.
Das Einzugsgebiet der beiden Oberläufe des Wehrbachs liegt im Landschaftsschutzgebiet LSG innerhalb des Naturparks Steigerwald (ehemals Schutzzone) LSG-00569.01 und damit innerhalb des Naturparks Steigerwald.
Das Einzugsgebiet ist Bestandteil des Natura 2000 Netzwerkes und als Schutzgebiet DE6327371, Vorderer Steigerwald mit Schwanberg ausgewiesen.
Geologisch liegt das Einzugsgebiet am Oberlauf und bis zum Stadtgrabenlauf um Iphofen im Gipskeuper, während der verbleibende kurze Unterlauf im Unterkeuper liegt.

### Zuflüsse und Seen
Liste der Zuflüsse und  Seen von der Quelle zur Mündung. Ggf. mit Gewässerlänge, Seefläche und Einzugsgebiet und Höhe. Andere Quellen für die Angaben sind vermerkt.
- (Zufluss) von links, Länge ca. 150 m
- (Zufluss) von links, Länge ca. 50 m
- (Zufluss) von links, Länge ca. 800 m
- (Quelle) von rechts, Länge ca. 150 m
- (Zufluss) drei (im Oberlauf sechs) von links
- (Weiher) drei, links
- (Weiher) rechts
- Siechhausbach von links

### Flusssystem Main
- Liste der Nebenflüsse des Mains

## Sehenswertes
Der Bach verläuft im Stadtmauergraben der historischen Stadtbefestigung von Iphofen.

### BayernAtlas („BA“)
Amtliche Online-Gewässerkarte mit passendem Ausschnitt und den hier benutzten Layern: Lauf und Einzugsgebiet des Wehrbachs

Allgemeiner Einstieg ohne Voreinstellungen und Layer: BayernAtlas der Bayerischen Staatsregierung (Hinweise)
1. 1 2 3 4 5  Höhe abgefragt auf dem Hintergrundlayer Amtliche Karte (Rechtsklick).
2. 1 2 3  Höhe nach schwarzer Beschriftung auf dem Hintergrundlayer Amtliche Karte.
3. 1 2 3  Länge abgemessen auf dem Hintergrundlayer Amtliche Karte.
4. 1 2  Einzugsgebiet abgemessen auf dem Hintergrundlayer Amtliche Karte.
5. 1 2 3  Seefläche abgemessen auf dem Hintergrundlayer Amtliche Karte.
6. ↑  Geologie nach dem Layer Geologischen Karte 1:500.000.

### Gewässerverzeichnis Bayern („GV“)
1. ↑  Länge nach: Verzeichnis der Bach- und Flussgebiete in Bayern – Flussgebiet Main, Seite 70 des Bayerischen Landesamtes für Umwelt, Stand 2016 (PDF; 3,3 MB) (Seitenzahl kann sich ändern.)
2. ↑  Einzugsgebiet nach: Verzeichnis der Bach- und Flussgebiete in Bayern – Flussgebiet Main, Seite 70 des Bayerischen Landesamtes für Umwelt, Stand 2016 (PDF; 3,3 MB) (Seitenzahl kann sich ändern.)

### Sonstige
1. ↑  Karl Albert Habbe: Die naturräumlichen Einheiten auf Blatt 153 Bamberg – Ein Problembündel und ein Gliederungsvorschlag. In: Mitteilungen der Fränkischen Geographischen Gesellschaft 2003/2004, S. 55–102 (PDF-Download)
2. ↑  LSG innerhalb des Naturparks Steigerwald (ehemals Schutzzone) in der World Database on Protected Areas (englisch)
3. ↑  Natura 2000: DE6327371, Vorderer Steigerwald mit Schwanberg (Abgerufen am 24. Juni 2015)